# Ахондрит

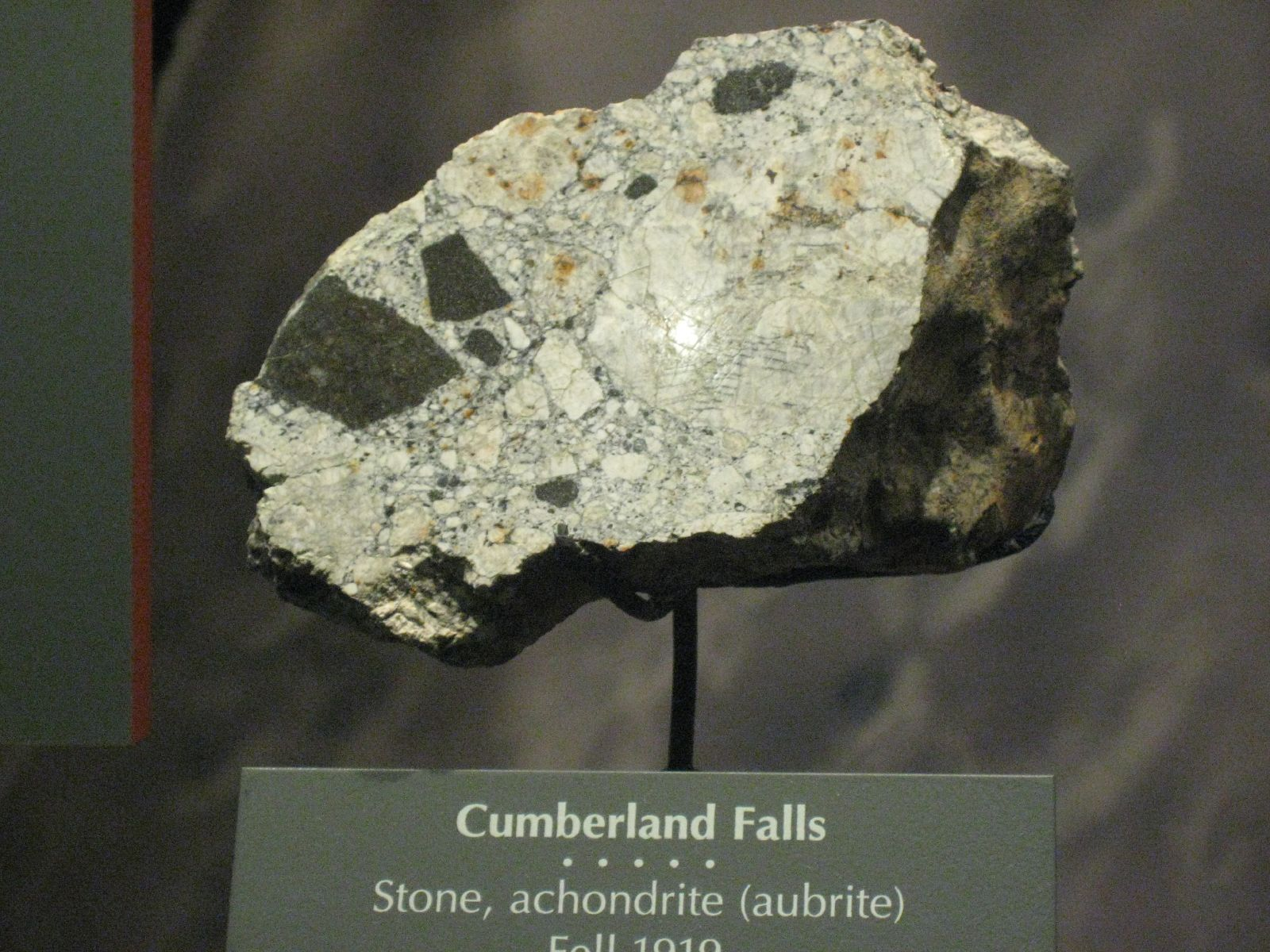
Ахондрит

Ахондриты — каменные метеориты без округлых включений - хондр. По составу и структуре близки земным базальтам. Все ахондриты в той или иной степени претерпели плавление, которое и уничтожило хондры. Ахондриты являются довольно распространенным типом метеоритов. Они составляют около 8 % от всех найденных метеоритов.
Около 60% из известных ахондритов относится к метеоритному типу HED, и, по мнению многих геохимиков, происходят с астероида Веста. Другие ахондриты происходят с Марса, Луны и других пока не идентифицированных астероидов.
Несгруппированные ахондриты Northwest Africa 15915 (NWA 15915) массой ~2,8 кг и Ksar Ghilane 022 (KG 022) массой ~50 кг, найденные в пустыне Сахара в 2023 году, вряд ли являются астероидами с Меркурия, но они могут быть хорошими аналогами для поверхности Меркурия. Миссия BepiColombo ESA/JAXA предоставит исключительную возможность сравнить состав различных минералогических единиц на Меркурии с такими образцами, как NWA 15915 и KG 022.

## Известные метеориты
- Жмени